# Lizzy Borden
Lizzy Borden är ett amerikanskt heavy metal-band, grundat i Los Angeles 1983. Bandets sångare och frontman heter också Lizzy Borden. Detta är ett namn taget efter Lizzie Borden som blev frikänd för ett dubbelmord på 1800-talet. 

## Medlemmar
- Lizzy Borden (Gregory Charles Harges) – sång (1983–2004, 2006–)
- Joey Scott Harges – trummor (1983–2004, 2006–)
- Mårten Andersson – basgitarr (1992–2004, 2006–)
- Ira Black – gitarr (2006–2008, 2014–)

Tidigare medlemmar
- Steve Hochheiser – basgitarr (1983)
- Michael Davis – basgitarr (1983–1988, 2000)
- Tony Matuzak – gitarr (1983–1985)
- Gene Allen – gitarr (1983–1987)
- Alex Nelson – gitarr (1984–1986, 1989–2004; död 2004)
- Joe Holmes – gitarr (1987–1988)
- Brian Perry – basgitarr (1989–1992)
- David Michael Philips – gitarr (1989–1996, 2000)
- Corey James Daum – gitarr (1989–1996; död 2009)
- Ronnie Jude – gitarr (1989)
- Joe Steals – gitarr (2003–2004)
- Chris Sanders – gitarr (2007–2010)
- Dario Lorina – gitarr (2009–2014)
- AC Alexander – gitarr (2010–2012)

Turnerande medlemmar
- Jack Frost – gitarr (2007)

## Diskografi
Studioalbum
- Love You to Pieces (1985)
- Menace to Society (1986)
- Visual Lies (1987)
- Master of Disguise (1989)
- Deal with the Devil (2000)
- If It Ain't Broke, Break It (2004) (som Starwood)
- Appointment With Death (2008)

Livealbum
- The Murderess Metal Road Show (1986)

EP
- Give 'Em the Axe (1984)
- Terror Rising (1987)

Singlar
- "Ultra Violence" (1986)
- "Me Against the World" / "Den of Thieves" (1987)

Samlingsalbum
- Best of Lizzy Borden (1994)

Demo
- Demo '83 (1983)
- Born to Be Wild (Live) (1988)